# 金昇宰
金 昇宰（キム・スンジェ、김승재、きん しょうさい、1992年8月11日 - ）は、韓国の囲碁棋士。ソウル市出身、韓国棋院所属、六段。オスラムコリア杯新鋭連勝最強戦優勝、三星火災杯世界囲碁マスターズベスト16など。

## 経歴
7歳で囲碁を学ぶ。2006年初段。2008年電子ランド杯王中王戦青龍部準優勝、BCカード杯新人王戦準優勝、LG杯世界棋王戦出場、オスラムコリア杯新鋭連勝最強戦決勝で李元道を2-0で破り優勝。2009年バッカス杯天元戦ベスト8、名人戦リーグで上位4名のトーナメント戦に進出。2012年OllehKT杯オープン選手権ベスト8、五段。2013年六段。2014年物価情報杯プロ棋戦ベスト4、三星火災杯ベスト16。Let's Run PARK杯オープントーナメントベスト8。
韓国囲碁リーグには2008年から出場。韓国囲碁棋士ランキングでは2012年10位。中国乙級リーグに2013、15年出場。

### 主な棋歴
- オスラムコリア杯新鋭連勝最強戦 優勝 2008年
- 電子ランド杯王中王戦青龍部 準優勝 2008年
- BCカード杯新人王戦 準優勝 2008年
- 三星火災杯世界囲碁マスターズ ベスト16 2014年
- 農心辛ラーメン杯世界囲碁最強戦 2010年 0-1（×謝赫）
- 招商地産杯中韓囲棋団体対抗戦 2013年 0-2（×江維傑、×檀嘯）
- 国手山脈杯国際囲棋戦 2014年団体対抗戦 1-2（○唐韋星、×邱峻、×陳耀燁）
- 中国囲棋リーグ
  - 2013年乙級（四川嬌子）4-3
  - 2015年乙級（河南亜太）4-3